# بریجیته وویاک
بریجیته وویاک (آلمانی: Brigitte Wujak؛ زادهٔ ۶ مارس ۱۹۵۵) ورزشکار پرش طول زن اهل آلمان بود.